# Miocardio (película)
Miocardio es una película independiente española de drama de 2024, escrita y dirigida por José Manuel Carrasco. Está protagonizado por Vito Sanz y Marina Salas. Se estrenó en el Festival de Cine Europeo de Sevilla el 14 de noviembre de 2024, y luego se estrenó en cines españoles el 24 de enero de 2025, con distribución de Syldavia Cinema.

## Reparto
- Vito Sanz como Pablo
- Marina Salas como Ana
- Pilar Bergés
- Luis Callejo

## Producción
El rodaje de Miocardio tuvo lugar en el año 2023. Es la segunda película de José Manuel Carrasco, después de El diario de Carlota en 2010. Marina Salas, Vito Sanz, Pilar Bergés y Luis Callejo forman parte del reparto protagonista.

## Lanzamiento y marketing
En septiembre de 2024, se anunció que Miocardio tendría su estreno mundial en el Festival de Cine Europeo de Sevilla el 14 de noviembre de 2024. El 6 de noviembre de 2024, Syldavia Cinema lanzó el póster oficial de la película. En diciembre de 2024, Syldavia Cinema lanzó el tráiler de la película y programó su estreno en cines españoles para el 24 de enero de 2025.